# ان‌اس‌اس
ان‌اس‌اس یک شرکت ماهواره‌ای هلندی است.

## ماهواره‌ها

### ماهواره NSS ۷۰۳
این ماهواره در تاریخ ۰۶-۱۰-۱۹۹۴ توسط موشک اطلس در مدار ۵۷ درجه شرقی قرار گرفت. این ماهواره دارای دو باند C و Ku می‌باشد.